# Слен (роман)
«Слен» (англ. Slan) — науково-фантастичний роман канадського письменника Альфреда ван Вогта, а також назва вигаданої раси надістот, представленої в романі. Роман спочатку виходив частинами у журналі «Аналог: наукова фантастика та факти» (вересень — грудень 1940 року). У 1946 році опублікований опублікована в твердій палітурці виданням Arkham House тиражем 4051 примірник. У 2016 році «Слен» нагородили премією Ретро-Г'юго за найкращий роман за 1941 рік.

## Сюжет
Слени — це еволюціоновані люди, названі на честь їхнього нібито творця, Семюеля Ленна. Вони мають ментальні здібності читати думки і надзвичайно розумні. Також мають майже безмежну витривалість, «сталеві нерви», чудову силу і швидкість. Коли слени хворі або серйозно поранені, вони відправляються у цілющий транс.
Існує два види сленів. Один тип має вусики на голові й може читати думки звичайних людей і телепатично спілкуватися з іншими сленами. Вусики мають золотистий колір, який дозволяє легко помітити слена. На цих сленів полюють майже до їх повного зникнення. Другий тип — без вусиків, все ще суперінтелектуальний, але без екстрасенсорних здібностей, за винятком здатності приховувати свої думки від першого типу сленів. Людський диктатор Кейр Грей підтримує кількасотлітню політику винищення сленів.
На початку роману 9-річний Джоммі Крос (слен першого типу) подорожує зі своєю матір'ю до столиці, Центрополіса. Їх знаходять, а мати Джиммі вбивають, а Джиммі ховається. Джиммі Крос — не тільки спадкоємець блискучих винаходів свого батька, але й представляє останню надію для раси сленів врятувати її від геноциду. Виконуючи свою місію, він прагне знищити Кейра Грея і в їх остаточному протистоянні відкриває дивовижну таємницю.

## Відгуки
Грофф Конклін, оглядаючи видання 1951 ррку, описав «Слена» як «трохи роздуту, значно мелодраматичну, але все-таки дійсно захоплюючу пригодницьку історію». П. Шуйлер Міллер назвав «Слена» «першим і найвідомішим романом Ван Вогта, мабуть, його найкращим». У тексті задньої обкладинки у виданні Orb 1998 року Чарльз де Лінт зазначив таке: «Понад п'ятдесят років після того, як він вперше був надрукований, „Слен“ ван Вогта все ще є однією з найважливіших класиків у цій галузі, що інші науково-фантастичні романи неминуче будуть оцінюватися [за його зразком]».
Р. Д. Маллен зазначав, що «Слен» був «мабуть, найпрочитанішим і, можливо, найкращим з романів [ван Вогта]». Він описав становище меншини сленів в уявному суспільстві як «очевидно призначене», аналогічне «становищу євреїв у Третьому райху», хоча в романі «насправді є таємна змова у всьому світі та насправді керують світом приблизно так само, як студенти уявляють євреїв за Протоколами сіонських мудреців».

## «Фани— це слени»
В американському науково-фантастичному фендомі відоме гасло «Фанати — це слени» швидко набуло популярності, зробивши аналогію між шанувальниками наукової фантастики, яких сприймали як загрозу через їх більший інтелект та здатність до уяви, та сленами у романі, яких переслідують за їхні вищі розумові здібності. Хоча одні розцінюють вживання фрази як ознаку елітарності фандому, поряд з відповідним терміном «буденність» для не-шанувальників наукової фантастики, інші розцінюють це як природну реакцію на несхвалення шанувальників наукової фантастики ширшою культурою. Пов'язаний термін «халупа слена» почав використовуватися у фанатському середовищі для позначення будинку, в якому живуть в основному фанати наукової фантастики. Першу «халупу сленів» створили 1943 році в Батл-Крік, штат Мічиган Ел та Еббі Лу Ешлі, Волт Лібшер, Е. Еверетт Еванс та митець Джек Віденбек. Інші включали автовокзал Бозо в Міннеаполісі, штат Міннесота та Літерію в Мілвокі, штат Вісконсин.

## «Назустріч Террі»
Під впливом «Слена» створено мангу та аніме-серіал «Назустріч Террі». В обох сюжетах зображений герой на ім'я Джоммі/Джомі, який виявляє, що належить до раси телепатичних мутантів, яких переслідують люди без телепатичних здібностей.

## Сиквел 2007 року
Американський письменник-науковий фантаст Кевін Дж. Андерсон завершив продовження «Слену» під назвою «Мисливець за сленами», який містив матеріал із незавершеної чернетки ван Вогта. Вдова Ван Вогта Лідія ван Вогт раніше надавала дозвіл на публікацію її вступу в Інтернеті, який частково стосується початку хвороби Альцгеймера, з якою ван Вогт боровся наприкінці свого життя.